# Antonio Rosati
Antonio Rosati (ur. 26 czerwca 1983 w Tivoli) – włoski piłkarz występujący na pozycji bramkarza. Obecnie gra we włoskim zespole Perugia.

## Kariera
Antonio Rosati jest wychowankiem drużyny z Lodigiani, jednak jeszcze w wieku juniorskim przeniósł się do Lecce. W pierwszej drużynie zadebiutował tu 13 lutego 2005 w spotkaniu Serie A przeciwko Chievo. Zachował czyste konto, a jego drużyna wygrała 3:0. Sezon później został wypożyczony na rok do grającego w Serie C1 Sambenedettese. Następnie wrócił do Lecce, gdzie z czasem wywalczył sobie miejsce w pierwszym składzie.
Przed sezonem 2011/2012 podpisał kontrakt z SSC Napoli. W tym zespole zadebiutował 12 stycznia 2012 podczas spotkania Pucharu Włoch z Ceseną. Miesiąc później rozegrał pierwszy mecz w bramce neapolitańczyków w Serie A, pokonując na wyjeździe Fiorentinę 3:0. W sezonie 2012/2013 wystąpił we wszystkich meczach Napoli w fazie grupowej Ligi Europy. Następnie występował w Sassuolo, Fiorentinie, a od 16 lipca 2015 w Perugii.

## Sukcesy

### US Lecce
- Primavera: 2002/2003, 2003/2004
- Puchar Primavery: 2004/2005
- Puchar Primavery: 2004
- Serie B: 2009/2010

### SSC Napoli
- Pucharu Włoch: 2011/2012
- Superpuchar Włoch: 2014